# 純真かれん
純真 かれん（じゅんしん かれん、2000年2月15日 - ）は、日本のAV女優。バンビプロモーション所属。

## 略歴
2020年5月、kawaii*の専属女優としてAVデビュー。
2020年7月より専属を離れ企画単体女優となる。

## 人物
東京都出身。
趣味は美容・動画・食べること、特技はI字バランス。
体型は非常に細く小柄で貧乳。また、体が非常に柔らかい。

## 出演作品

### アダルトDVD
2020年
- 新人デビュ→ 脱いだら激スリム! 現役新体操選手 超軟体女子大生 純真かれん AVデビュー（5月25日、kawaii*）
- ガリガリ新体操選手 はじめてのデカチン堕ち! 追撃アクメ大乱交（6月25日、kawaii*）
- プライベートレッスン 美しすぎる平らな微乳。（7月25日、ダスッ!）※「かれん」名義
- ［個人撮影］#炉利露裏素人 #まな板貧乳なのに乳首でイク美少女（7月27日、FIRST STAR）
- 「この見た目でヤリマンビッチってドン引きですか?」 清楚系ド貧乳スレンダー お嬢様みずき 自宅にスタッフ招いて玄関で即尺するヤリマンぶりに一同首ったけ（8月1日、キチックス）※「みずき」名義
- 円女交際 中出しoK18歳 AカップスレンダードM娘（8月7日、パコパコ団とゆかいな仲間たち）
- 素人女子大生限定! パンティ素股でカチカチち●ぽがアソコに擦れて赤面発情! クロッチは恥ずかし汁まみれ!そのまま生で擦り合わせて、ヌルヌルワレメに結局つるんっと入って生中出し!! 赤面女子2周年記念 特別編 10人収録10時間撮り下ろし（8月14日、赤面女子）
- 完ナマSTYLE @かれん #Aカップスレンダー娘#小ぶり美尻#初生円光#最強キツマン#Mっ娘#大量中出し（8月27日、FIRST STAR）
- 葛飾共同区営団地 日焼け美少女わいせつ映像 5（9月25日、I.B.WORKS）
- 入院したら隣がけなげなひよこ女子。ムラムラが我慢できなくなって小さな体を固定して敏感マ○コの奥(子宮)をガン突きしまくった。2nd 〜両足を180度に開いて後ろから前から全員軟体っ子ver〜（10月8日、ひよこ）
- カワイイ女子○生とエッチするために僕は教師になったんだ! 7 愛くるしい顔とピチピチスベスベで水も弾く肌に発育中の微乳やまだまだ発育中の巨乳のおっぱいに、ムチムチパツパツ揉みごたえ十分に成長したお尻を持つイマドキ女子○生とイチャイチャラブラブできるのは変態教師の僕の特権であり権利です!（11月12日、SWITCH）
- 壊してしまいそうなくらいスリムな女の子と軟体セックス!あばら骨が浮き出る痩せ女子を鬼ピス激イカセ!（11月13日、バルタン）
- 自然教室日焼け美少女わいせつ映像 ［ロ●ータ野外性交］（11月27日、I.B.WORKS）
- 田舎でハメよう! ナンパ中出しの旅（12月11日、ゲッツ!!）
- 友達のW奥さんがホットパンツ食い込みエロ尻で誘惑してきたので…（12月11日、ゲッツ!!）

2021年
- 制服女子ぎゅうぎゅう痴漢バス（1月1日、ドリームチケット）
- マジックミラー号 女子○生×センズリチ○ポ ドキドキ相互オナニー鑑賞会 自らの手でヌメヌメに仕上げた未熟マ○コに目の前でシコッた勃起チ○ポを挿入! 4名全員大量顔射フィニッシュ!（1月8日、SODクリエイト）※「のあ」名義
- 学校で居残り露出を楽しんでいたJ系はその一部始終が同級生にバレてしまうと激しい羞恥快感に襲われうれション発情し…（1月8日、ゲッツ!!）
- しろうとNTR投稿!!! 友達の彼女を寝取ったヤバ過ぎるの全力投稿してもらいましたwww（1月15日、ゲッツ!!）
- 純真可憐な娘と中出し父娘相姦（2月9日、ケートライブ）
- 黒ストJ系さん限定!遠隔バイブのリモコンを10分以内に探せば高額賞金ゲッツできますよとお願いしたところ…（2月12日、ゲッツ!!）
- 打ち水媚薬でびしょ濡れ発情した部活帰りの貧乳美少女が敏感になった乳首をこねくり回され中出し懇願…（2月12日、ゲッツ!!）
- 史上最高レベルにかわいい素人10名 完全撮り下ろし永久保存版! 奥までズッポリ絶倫ピストン ディルドオナニー 7（2月26日、S級素人）
- 軟体スレンダー妹のパイパンマ●コに中出し（3月9日、ケートライブ）

### VR
2020年
- モテない僕が偶然SNSで見つけた家出少女 保護してお礼にSEXさせてもらった話。（10月5日、kawaii*）
- 軟体スリムボディ女子を鬼イカセ!ついでに生挿入!（10月16日、CASANOVA）
- 都会から自然教室に来た3年2組の女の子 〜キャンプ場管理人による日焼け美少女わいせつ性交〜（12月31日、TMA）

### ネット配信
2020年
- きらり（7月25日、有限会社写楽企画）
- かれん（9月14日、俺の素人）
- かれん（9月27日、ぱんぴ）
- かれん（10月8日、しろうとがーる）
- 【初撮り】【身長150cm】【舌テクの応酬】元新体操部女子の積極的なセックス。男のハイレベルな性技に負けじと応戦する姿は可愛らしくも厭らしく.. 応募素人、初AV撮影 166（10月16日、シロウトTV）※「かれん」名義

2021年
- ［流出］［高画質DL有］現役陸上強化選手　インハイ出場経験あり　陸上界のアイドルと噂の美少女　ハメ撮りデータ　（裏）［身バレ即削除］（1月21日、エログラム）

### イメージDVD
2020年
- 【現役】体操選手YouT●ber衝撃ヌード（9月3日、IMPACT）※「かなっぺ(仮)」名義
- 青春I字バランス!（9月23日、CRANE）※「水原涼香」名義[3]
- ロ●ータ（10月26日、スパークビジョン）

### デジタル写真集
- ロ●ータ（2020年10月14日、スパークビジョン）
- 制服女子ぎゅうぎゅう痴漢バス（2021年2月5日、DT publishing）